# 엑스폴로 74
엑스플로 74'는 1974년 8월 13일부터 8월 18일까지 5. 16광장 (현. 여의도공원)에서 개최된 한국 기독교의 부흥 대성회로 한국 기독교의 역사 상 손 꼽히는 규모의 부흥 대성회이기도 했다.

## 이전
1957년 김준곤 목사는 미국 풀러 신학교에서 유학중이었는데 수학 중 빌 브라이트 (윌리엄 브라이트) 목사를 만나게 되었다고 한다. 이 과정에서 김준곤 목사는 한국대학생선교회 창립의 뜻을 안고 귀국한다. 1958년 10월 처음 광주지구 개척 준비모임을 시작으로 대구, 전주, 대전, 공주, 부산 등 여러 지역의 지구가 개척되기 시작하였다. 1958년 11월 정동 제일감리교회에서 한국대학생선교회 창립예배를 드림으로서 C.C.C가 시작되었다.
1970년 서울대학교 수원캠퍼스에서 열린 '민족 복음화 운동요원 강습회'를 시작으로 C.C.C는 민족 복음화 운동을 실시하였는데, 1971년 1월 1일 0시 제야의 종소리가 울리자 김준곤 목사는 기독교방송을 통해 "민족의 가슴마다 피묻은 그리스도를 심어 이 땅에 그리스도의 계절이 오게 하자"라는 민족 복음화 운동의 목표를 공식 선언한다. 
그 과정에서 1972년 김준곤 목사는 미국 댈러스에서 열린 EXPLO 72'에 참석하게 된다. 그 곳에서 김준곤 목사는 '한국 땅에서도 EXPLO 대회를 열 수 있도록 하겠다'라는 결단을 하고 동역자인 윌리엄 브라이트 목사에게 이 결단을 전했다. 그리고 귀국하여 C.C.C에도 이 결단을 알렸지만 반대 의견이 나왔고, 일부에서는 EXPLO 개최가 불가능한 약 100가지의 이유를 들어 김준곤 목사에게 반박했지만, 김준곤 목사는 약 100가지의 이유를 모두 공감하며 세상의 이유가 아닌 오직 하나님께서 행하신다는 믿음을 가지고 나아가고자하는 뜻을 말하였고, 결국 모두의 동의 끝에 1973년 EXPLO 74' 준비과정에 들어가게 된다.

## 과정
- 1973년 11월 29일 : 엑스플로 74' 개최를 위한 시무예배가 서대문구 정동의 한국대학생선교회 회관에서 거행되어 빌리 그레이엄 목사와 한경직 목사, 백낙준 전 참의원 의장, 김옥길 이화여자대학교 총장 등의 귀빈이 참석하였다.
- 1974년 1월 31일 : 엑스플로 74' 준비임원회의가 열렸다.
- 1974년 2월 23일 : 서울 YWCA 대강당에서 "나라를 위한 대기도회"가 열렸다.
- 1974년 2월 28일 : 오후 7시 3.1절 기념 "나라를 위한 대기도회"가 서울 YMCA 대강당에서 열렸다.
- 1974년 3월 11일 : 엑스폴로 74' 전국지구 위원장 회의가 열려 새로운 선교 전략 등의 대책을 논의하였다.
- 1974년 3월 12일 : 엑스폴로 74' 총무 간사 회의가 열려 전국 184개 지구 위원장과 총무 간사 562명이 소집되었다.
- 1974년 4월 9일 : 이화여자대학교 대강당에서 동아일보 후원으로 "헨델의 메시아 오라토리오 연주회"가 열렸다. 이 연주회에는 전국 교회에서 선발된 1,000명의 성가대원이 이동훈 지휘로 서울시립교향악단과 협연하였다.
- 1974년 4월 10일 :부터 엑스플로 74' 주최로 제주 아세아방송 (현. 제주 기독교방송)을 통해 유명 목회자의 설교를 오후 8시부터 15분 간 송출하였다.
- 1974년 4월 29일 :부터 기독교방송 전국 방송망을 통해 오후 8시 55분부터 5분 간 기독교인 교수들의 칼럼을 방송하였다.
- 1974년 5월 11일 : 한국대학생선교회 주최로 '고등학생을 위한 교양강좌'를 매주 토요일 오후 3시 개최하였다.

| 모임명                                        | 강사        | 날짜     |
| --------------------------------------------- | ----------- | -------- |
| 하나님은 한국 대학생에게 무엇을 요구하시는가? | 황성수 박사 | 5월 11일 |
| 성령은 누구이신가?                            | 조용기 목사 | 5월 18일 |
| 그리스도의 지상명령                           | 윤두혁 목사 | 5월 25일 |

- 1974년 6월 6일 : 6월 9일까지 서울 한국대학생선교회 회관에서 전국 각지에서 모인 1,000명의 여성도들이 참석한 가운데 '여성을 통한 민족 복음화 및 가정의 복음화를 위한 특별 기도회'가 열렸다. 이 기도회에서 범죄 청소년을 신앙의 눈으로 바라보기 위한 '사랑의 영시 (靈視) 운동'을 개최하고 이 청소년들을 엑스플로 대회에 초대하기 위한 '사랑의 헌미 (獻米) 운동'도 개최했다. 헌미 운동을 시작한 특별 기도회에 참석한 여성도들은 그 날 곧바로 1,144가마를 헌미했다.
- 1974년 6월 10일 : 6월 14일까지 전라남도 목포시 영흥고등학교 교정에서 "목포 신안 지역에 그리스도의 계절이 오게 하자"라는 캐치프레이즈로 목포, 신안 지역 복음화 대회를 열고 25,000명이 참석한 가운데 1,500명의 결신자가 나왔다.
- 1974년 6월 16일 : 대회장 김준곤 목사가 인천시와 성남시에서 2,000여 명의 교역자와 성도들을 대상으로 대회의 목적을 설명하고 특별 기도회를 열었다.
- 1974년 6월 24일 : 영남지역 9개 노회 대표 150여 명은 대구 서성로교회에서 특별 기도회를 갖고 '엑스플로 74는 순수한 복음 전도운동이므로 범교회적으로 적극 참여하자'는 결의를 하였다.
- 1974년 6월 24일 : 전라북도 도내 기독교 계통의 6개 학교 14,000명의 학생들이 엑스플로 대회에 참여할 것을 결정하였다.
- 1974년 6월 29일 : 엑스플로 74' 대구부녀대회가 대구 제일교회에서 개최되었다.
- 1974년 7월 4일 : 전라남도 광주시와 양주군 동두천읍에서 엑스플로 74' 부녀대회가 개최되었다.
- 1974년 7월 7일 : 부산직할시에서 엑스플로 74' 부산부녀대회가 개최되었다.
- 1974년 7월 8일 : 국립나환자요양원 (현. 국립소록도병원)이 위치한 소록도의 4,000여 명의 성도들은 신체적인 사유로 인해 기도로 엑스플로 74'에 참여하기로 결정하였다.
- 1974년 8월 1일 : 전국 교인 16만 명이 등록을 완료하였고, 각 지역 14,000여 개 교회에서 교회 직원, 부인회원 (여전도회), 청년회원, 학생회원 등의 등록 요청이 쇄도하여 대회 참여자가 30만 명을 넘을 것이라는 예측이 나왔다. 이 날 오후 8시 40분 준비위원장인 윌리엄 브라이트 목사가 대한항공을 이용하여 김포국제공항에 입국하였다. "민족의 가슴마다 그리스도를 심어 이 땅에 성령의 계절이 임하게 하자"라는 캐치프레이즈가 선정되었고, 5박 6일의 훈련비로 성도 1인당 1,500원을 받기로 하고 부득이하게 참석을 못하는 직장인에게는 교재비로 500원을 받기로 하였다.

초대교회의 오순절, 마르틴 루터의 종교개혁에 이어 기독교 제3의 성령폭발이 일어날 기대를 하였다.
또한 이 날 10만 명을 수용할 천막 공사를 시작하고, 7,000명 분의 식사를 준비할 20개의 대형 파라솔이 등장하였다.
- 1974년 8월 7일 : 엑스폴로 74'를 앞두고 명동 세종호텔에서 윌리엄 브라이트 목사와 김준곤 목사를 대상으로 한 기자회견이 열렸다.
- 1974년 8월 8일 : 이규현 문화공보부 차관이 준비위원장인 윌리엄 브라이트 목사와 대회장 김준곤 목사의 예방을 받고 환담하였다.
- 1974년 8월 9일 : 서울시는 참석 인원을 위해 임시로 버스를 5. 16 광장까지 연결시키는 노선을 마련하였다.
- 1974년 8월 10일 : 충남지역 성도 3,000명이 천안시에서 1번 국도를 달려 서울 여의도광장까지 자전거로 가는 행사를 개최하였다.
- 1974년 8월 12일 : 오후 8시부터 5. 16 광장 (현. 여의도공원)에서 세계 기독교 복음화 대회의 전국 부녀 단합 기도회가 시작되었다.
- 1974년 8월 13일 : 엑스플로 74가 오후 8시, "등록자 헌신의 밤"을 시작으로 공식 개막하고 이후 오후 11시부터 첫 철야기도회가 시작되었다. 경찰은 이 대회를 위해 광장에 임시 파출소와 임시 소방서, 미아 보호소를 설치하고 여의도 부근 한강에 경비정 10척을 대기시켰다. 이 날 철야기도회는 1만명이 남았으며 조희각 목사, 계용익 목사가 주도하였다.
- 1974년 8월 14일 : 경향신문은 대회에 136만 명의 성도가 운집하였다고 보도하였고, 내무부 치안본부는 70만 명으로 추산하였다.
- 1974년 8월 15일 : 오후 2시부터 오후 5시까지 합숙 전도훈련, 오후 8시부터 본격적인 예배가 개최되고 10,000명의 연합 성가대의 찬송이 울려 퍼졌다. 특별히 양택식 서울특별시장의 환영사가 있었다. "광복절 기념예배"가 한경직 목사와 일본 아키라 하토리 목사가 공동 강사로 집례했다. 오후 10시 정정섭 목사가 캐치프레이즈인 "민족의 가슴마다 그리스도를 심어 이 땅에 성령의 계절이 임하게 하자"의 구호를 제창, 박용익 목사의 축도로 예배를 마쳤다. 곧이어 오후 11시부터 15만 명이 참석한 가운데 부흥사 신현균 목사와 최복규 목사의 공동 주도로 철야기도회가 시작되었다.
- 1974년 8월 15일 : 체신부는 10원짜리 '엑스플로 74' 기념 우표 250만 장을 발행하였다.
- 1974년 8월 16일 : 오후 12시 30분부터 오후 1시 30분까지 법조인, 의사, 교수 오찬회를 열고 오후 2시부터 오후 5시까지 합숙 전도훈련, 오후 8시부터 오후 10시까지 찬두레이 목사와 필립 뎅 목사의 공동 인도로 3일차 예배가 진행되었고 곧이어 오후 11시부터 오관석 목사와 강달희 목사의 주도로 철야기도회가 시작되었다.
- 1974년 8월 18일 : 오전 6시 30분부터 오후 12시 30분까지 합숙 전도훈련, 오후 3시부터 오후 5시까지 연합 전도대회 폐회예배를 끝으로 5일 간의 대부흥성회가 공식 폐막하였다.
- 1974년 8월 20일 : 경향신문은 이 날 "우리나라의 복음 인파는 655만 명"이라고 보도하였다.
- 1974년 8월 20일 : 국제기독실업인회 주최로 83개국 대표가 모여 '국제친선조찬기도회'를 조선호텔에서 개최하였다.

## 강사

### 8월 13일
- 부녀단합기도회 : 주선애 목사 (사회), 조용기 목사 (설교)
- 철야기도회 : 조희각 목사, 계용익 목사

### 8월 14일
- 연합기도회 : 김준곤 목사, 윌리엄 브라이트 목사
- 철야기도회 : 이만신 목사, 이호문 목사

### 8월 15일
- 광복절 기념예배 : 한경직 목사, 아키라 하토리 목사
- 철야기도회 : 신현균 목사, 최복규 목사

### 8월 16일
- 연합기도회 : 찬두레이 목사, 필립 뎅 목사
- 철야기도회 : 오관석 목사, 강달희 목사

### 8월 17일
- 전도대회 : 김준곤 목사, 윌리엄 브라이트 목사
- 철야기도회 : 정석흥 목사, 장재혁 목사

### 8월 18일
- 폐회예배 : 김준곤 목사, 윌리엄 브라이트 목사

## 여담
- 이 집회가 개최되는 동안 1974년 8월 15일 청량리역과 서울역을 연결하는 서울 지하철 1호선과 수도권 전철이 개통되었다.
- 국립극장에서 열린 8. 15 기념 행사 도중 영부인 육영수 여사가 재일교포 문세광의 총에 맞아 서거하는 사건이 발생하였다.
- 영부인 피격 사건으로 인해 대회 첫 날 축사를 한 양택식 서울특별시장은 해임되었다.

## 이후
- 1974년 8월 21일 엑스폴로 74를 마감하는 기독실업인회 기도회가 개최되어 집행위원과 82개국 100명의 외국 성도들이 참석하였다.
- 1974년 9월 7일 김준곤 목사는 이 대회를 자세하고 체계적으로 보도해 준 동아일보와 김상만 사장에게 감사패를 전달했다.
- 1974년 9월 14일 1973년부터 발행해 온 월간지 <엑스폴로 74>의 등록이 종료되었다.
- 1975년 5월 31일부터 6월 28일까지 대회장 김준곤 목사는 중국에서 열릴 엑스플로 77'의 준비 지원과 순회 강연을 위해 타이완으로 출국하였다.
- 1985년 12월 28일부터 1월 1일까지 엑스플로 85' 대회가 엑스플로 대회 사상 두 번째로 서울에서 열렸다. 이 대회에는 또한 위성 선교대회로서 173개국 93개 도시에서 약 200만 명이 참석하였고, 95개국에 동시 중계방송을 송출하였다.
- 김준곤 목사는 2009년 9월 29일 84세를 일기로 소천하였고, 윌리엄 브라이트 목사도 2003년 7월 19일 소천하였다.

## 준비
- '엑스폴로 74를 위한 기도회'가 매주 목요일 한국대학생선교회 회관에서 열렸다.
- 이화여자대학교 기숙사 교회 등 여러 교회에서 외국인들을 위한 예배가 열렸다.
- 30만 명을 수용할 수 있는 70여 개 학교 3,000여 개 교실이 개방되었다.
- 15만 명을 집단 수용할 수 있는 4만 평의 규모의 대형 천막촌이 조성되었다.
- 외국인들을 위해 약 4,000여 개의 동시 통역기가 마련되었다.
- 매일 오전과 오후를 나누어 오전에 '전도요원 훈련'이 열렸다.

## 기록
- 취사 요원만 300여 명이었고, 식품 재료들을 삼륜차 50대로 운반했다.
- 1,000여 개의 전등 아래 100만 명이 철야 기도에 참여했다.
- 30만 명의 전도 요원들이 먹을 쌀만 10,000 가마니 정도였다. 대회 본부는 이를 위해 5,000명 분의 밥을 한 번에 할 수 있는 대형 스팀솥 20개를 준비했다. 이 스팀솥의 크기가 초대형인데 스팀솥 1개에 기사 1명과 인부 10명, 설거지 인원 4명 총 15명 각 스팀솥 담당 인원을 총합하면 300명이다. 지어진 밥은 5,000개의 바가지와 200개의 밥통에 담겨 50대의 삼륜차에 실려 각 천막으로 운송되는 방식이다.
- 정부는 이에 대해 13일부터 대회 기간 동안 영등포구 여의도동에 한하여 통행금지를 해제하였다.
- 당시 여의도는 상업지구 및 윤중제 개발, 아파트 공사 등으로 도로와 상수도를 먼저 설치하고 여의도를 개발하고 있었는데, 상수도 위에 임시로 수도꼭지를 달아 참가자들은 세수와 목욕 등을 할 수 있었다.
- 군용 천막 300개를 비롯해 500채의 천막에는 15만 명을 수용하고 나머지 15만 명은 서울 시내에 있는 각급 학교 교실에서 합숙한다.
- 1974년 8월 13일 등록을 마친 외국인은 총 82개 국의 3,039명이며, 이들 중 아시아 지역 34개 국에서 참가한 인원은 1,795명, 미국, 캐나다 등의 북아메리카 지역은 715명, 남아메리카 지역은 15개 국 47명, 유럽이 14개 국의 139명, 아프리카가 16개 국 21명이며 한국에 와있는 외국인과 군인은 328명으로 합산되었다.
- 이 대회 기간 중에는 보이스카우트와 걸스카우트가 매일 500명 씩 동원되어 안내를 담당하였고, YMCA는 분실물 센터를 운영하며, 대한적십자사는 미아 보호소를 운영하고, 이 밖의 안전 사고의 처리와 편의를 도모하기 위해 체신부에서는 임시 우체국과 공중전화를 설치하고 내무부 치안본부는 임시 파출소, 소방당국인 내무부 치안본부 소방과는 임시 소방서를 설치하였다.
- 이 대회를 통해 한국 기독교의 교세가 30% 성장하는 놀라운 교세를 보였다.

## 조직
이 대회는 한국대학생선교회 (C.C.C)가 주최하고 정부 각 기관과 서울시의 지원으로 성황리에 개최되고 폐회되었다.
- 대회장 : 김준곤 목사 (한국대학생선교회 회장)
- 준비위원장 : 윌리엄 브라이트 목사 (국제대학생선교회 총재 겸 엑스폴로 74 국제 대회 준비위원장)

이하 전국 184개 전국위원회와 총무와 간사 총합 562명이다.